# Danger planétaire
Pour les articles homonymes, voir Blob.
 (septembre 2024).
Série
Attention au blob !
(1972)
Pour plus de détails, voir Fiche technique et Distribution.
Danger planétaire (titre original : The Blob) est un film américain réalisé par Irvin S. Yeaworth Jr. (en) et Russell S. Doughten Jr. (non crédité), sorti en 1958.
Ce film mêle à la fois horreur et science-fiction. Il a pour personnage central un extraterrestre géant et gluant qui sème la terreur dans la petite ville de Downingtown, en Pennsylvanie. L'interprète principal est Steve McQueen, dont c'est un des premiers rôles au cinéma.

## Synopsis
Steve et Anne sont deux ados amoureux, en plein rendez-vous romantique. Alors qu’ils regardent le ciel à la recherche d’étoiles filantes, ils voient tout à coup une météorite s’écraser sur la ville de Downingtown. Curieux, ils décident d’aller voir de plus près de quoi il retourne. La météorite, qui porte en son sein le Blob, s’est écrasée non loin de la maison d’un vieil homme. Celui-ci s’approche de la chose et, intrigué, la pousse à l’aide d’un bâton. Elle s’ouvre alors en deux, révélant une masse visqueuse, gélatineuse et informe qui s’accroche au bout du bâton. Le Blob est lâché. Il s’accroche à la main du vieillard qui, terrifié, se met à courir sur la route. Il rencontre alors Steve et Anne, qui arrivent à ce moment-là. Les deux adolescents tentent d’aider le vieil homme à se débarrasser du Blob. Mais n’y arrivant pas, ils décident de le conduire chez le docteur Hallen. Lorsque ce dernier l’examine, le Blob a grandi, emprisonnant tout le bras de la victime. Steve et Anne retournent alors sur place, pour tenter de trouver des indices et essayer de comprendre ce qui s’est passé, laissant le vieil homme seul avec le médecin.
Pendant ce temps, le docteur Hallen a demandé à son assistante, Kate, de le rejoindre au cabinet. Il pourrait avoir besoin d’aide pour amputer le bras du pauvre homme. Mais lorsqu’ils retournent dans la salle d’examen, le Blob a encore grandi. Il rampe désormais en boule sur le sol, provoquant leur terreur. L’infirmière ne tarde pas à se faire littéralement engloutir et digérer par le Blob, suivie de près par le docteur Hallen.
Steve et Anne se rendent alors au poste de police pour signaler ce qu'il vient de se passer. Bien qu’incrédules, les deux policiers se rendent sur les lieux pour constater la disparition. Ils commencent par soupçonner Steve et ses amis d’avoir tout mis en scène pour ridiculiser la police. Mais le Blob s’est échappé et continue de sévir en ville.
Steve et Anne décident de le retrouver, ce qui leur permettrait de se disculper mais aussi de prouver leur bonne foi. Ils se rendent à l’épicerie, où ils tombent nez à nez avec le Blob. Ils trouvent refuge dans la chambre froide. Le Blob tente d’abord de se glisser sous la porte puis y renonce finalement. Steve et ses amis alertent la ville entière mais personne ne les croit. Jusqu’à ce que le Blob, qui est devenu énorme et de plus en plus glouton, n’envahisse le cinéma et ne provoque une panique générale dans la ville.
On arrive finalement à comprendre ce qui peut repousser la bête : c’est le froid, plus précisément le CO2 contenu dans les extincteurs qui le fait reculer. Les pompiers arrivent finalement à congeler le Blob. Avec l’aide de l’armée, il est transporté dans les terres gelées de l’Arctique, en repos pour quelque temps seulement…
Le film s’achève par les traditionnels mots « The End ? ». Toutefois, le point d’interrogation suggère que tout n’est pas terminé et qu’un éventuel retour du Blob ne serait pas à exclure. Ce sera effectivement le cas en 1988, avec le remake de Chuck Russell notamment.

## Fiche technique
- Titre original : The Blob
- Titre français : Danger planétaire (France)
- Titre québécois : Fluide Mortel
- Titre belge : Blob, Terreur sans nom
- Réalisation : Irvin S. Yeaworth Jr. (en)
- Assistant-réalisateur : Elbert Smith
- Scénario : Irving H. Millgate, d'après le roman de Kay Linaker et Theodore Simonson
- Photographie : Thomas E. Spalding
- Montage : Alfred Hillmann
- Musique : Ralph Carmichael, Burt Bachara
- Direction artistique : Bill Jersey, Karl Karlson
- Décors :
- Costumes :
- Son : Gottfried Buss, Robert Clement
- Effets spéciaux : Bart Sloane
- Script : Travis Hillmann
- Producteur : Jack H. Harris
- Producteur associé : Russell S. Doughten Jr.
- Société(s) de production :  Tonylyn Productions Inc., Valley Forge Films, Fairview Productions
- Société(s) de distribution : Paramount Pictures, Allied Artists Pictures
- Pays de production :  États-Unis
- Langue originale : anglais américain
- Tournage : juillet 1957-août 1957 en Pennsylvanie
- Format : Couleur (Color by Deluxe) — 35 mm — 1,66:1 — Son : Mono (Western Electric Recording)
- Genre : Film de science-fiction, Film d'horreur
- Durée : 86 minutes (1 h 26)
- Dates de sortie :
  - États-Unis : 12 septembre 1958
  - France : 1er avril 1960, 13 avril 1977 (ressortie)

## Distribution
- Steve McQueen (VF : Jacques Thébault) : Steve Andrews
- Aneta Corsaut (VF : Michèle Grellier) : Jane Martin
- Earl Rowe (VF : Henry Djanik) : Lieutenant Dave
- Olin Howland : le vieil homme
- Elbert Smith (VF : Jean Berger) : Henry Martin
- Hugh Graham (VF : Louis Arbessier) : monsieur Andrews
- Anthony Franke (VF : Pierre Trabaud) : Al
- George Karas (VF : Pierre Fromont) : Ritchie
- Stephen Chase (VF : Yves Brainville) : Dr T. Hallen
- John Benson (VF : Jean-Paul Coquelin) : le sergent Jim Bert
- Jasper Deeter (VF : Jean Violette) : le volontaire en pyjama
- Vince Barbi (VF : Pierre Collet) : George, le cafetier

## À noter
- Un film est projeté pendant le film, son identité est longtemps resté mystérieuse avant que l'on découvre qu'il s'agissait de Dementia de John Parker.
- À l’origine, le film devait s’appeler « The Molten Meteor » (la météorite en fusion). Jusqu’à ce que les producteurs entendent la scénariste Kay Linaker faire référence au monstre en l’appelant « le blob ». Mais d’autres sources contredisent cette version. Le film aurait changé plusieurs fois de nom, avant que les producteurs ne s’arrêtent sur le nom de « The Globe ». Mais apprenant que quelqu’un d’autre avait déjà utilisé ce titre et croyant qu’ils ne pourraient pas l’utiliser, ils décidèrent finalement de le changer en « The Blob »[1].
- Le film a été réalisé par Irvin S. Yeaworth Junior, qui a aussi réalisé plus de 400 autres films portant sur des sujets éducatifs et surtout religieux. Il n’a jamais été particulièrement fier de ce film, qui lui a pourtant apporté une certaine célébrité[2].
- Le film a été tourné dans la région de Valley Forge, en Pennsylvanie. La plupart des scènes ont été tournées en studio et d’autres ont été filmées dans les villes de Chester Springs[3], Downingtown[4], Phoenixville et Royersford[5],[6]. Il a été tourné en couleur et en format grand écran[7].
- Steve McQueen n’a reçu que 3 000 dollars pour faire ce film. Il a refusé d’obtenir un plus petit cachet mais avec 10 % sur les profits, pensant que le film n'allait pas rencontrer le succès. Il avait besoin de gagner tout de suite de l'argent pour pouvoir payer son loyer. Le film a rapporté en tout 4 millions de dollars, une somme énorme pour l'époque [8].
- Une ressortie française en 1977 profita du regain de popularité de Steve McQueen pour promouvoir le film en laissant croire, par une affiche trompeuse[9], qu'il était non seulement récent mais aussi rattaché au genre catastrophe, étant plutôt dans les films d'action alors très en vogue, comme La Tour infernale, sorti 3 ans avant[10]. Plus qu'approximative, la traduction du titre lui-même, Danger planétaire, avait été opportunément choisie dans cette optique[11],[12].
- La version française du film n'a été effectuée qu'à sa ressortie en 1977, d'où la prestation de Jacques Thébault sur Steve McQueen (Thébault ne doublait l'acteur américain que depuis 1963, date de la première diffusion en France de la série Au nom de la loi)[13].
- Danger planétaire a engendré un nombre important de remake, suites, parodies.
- En 1972, Larry Hagman (J.R. de la série Dallas) a réalisé une suite semi-parodique intitulée Attention au blob ! (Beware! The Blob)[14].
- En 1988, Chuck Russell réalise un remake avec Kevin Dillon : Le Blob. Ce film a reçu un accueil très mitigé. La plupart des critiques viennent de la part des fans du film original : beaucoup trop de changements, et surtout une nouvelle origine donnée au Blob qui ne serait plus issu de l’espace mais d’une expérimentation scientifique qui aurait mal tourné. On a aussi critiqué les sous-intrigues, par exemple celle de l’implication du gouvernement dans cette histoire. Enfin, on a reproché le trop grand écart qui existait avec le premier Blob, les ressemblances étant quasiment inexistantes. À l’inverse, des bons points ont été attribués au film pour certaines scènes très « gore » (qui sont depuis devenues cultes), les scènes d’action et les effets spéciaux[15].
- L'Attaque de la moussaka géante est considéré comme un remake grec de Danger planétaire.
- Les livres et séries télévisées ont parfois rendu hommage au film. On peut notamment citer The Blob That Ate Everyone (de R. L. Stine), Red Dwarf (saison 4, épisode 1), ou encore un épisode des Simpson, Treehouse of Horror XVII, dans lequel Homer devient un blob qui dévore tout sur son passage. Dans Futurama, H.G. Blob (pour Horrible Gélatineux Blob) est un personnage récurrent. Un blob fait aussi son apparition dans l’épisode Mon ami le blob du dessin animé Oggy et les Cafards. Un épisode du dessin animé Archie, Mystères et Compagnie met également en scène la créature.
- Certaines scènes du film apparaissent également dans la comédie musicale Grease en 1978, qui est aussi une production de la Paramount.
- Depuis l'an 2000, la ville de Phoenixville tient tous les ans son « Blob Festival ». On propose aux visiteurs de rejouer certaines scènes du film, notamment celle où le public évacue la salle de cinéma en hurlant. Ce cinéma a d’ailleurs été récemment rénové, ainsi que le restaurant Chef’s à Downingtown. C’est devenu un lieu de pèlerinage pour beaucoup de fans du film, mais aussi une excellente occasion de faire des affaires.
- Un clin d'œil à la créature de Blob est à noter dans le film d'animation Monstres contre Aliens. Il s'agit d'une masse baptisée le B.O.B (Bicarbonate Ostylezene Benzoate) après une expérience ratée faite sur une tomate génétiquement modifiée.
- Un jeu vidéo s'inspirant du film nommé De blob est sorti en 2006. Le blob y est représenté comme une créature capable d’absorber les couleurs.
- Dans le jeu vidéo Metal Gear Solid 3: Snake Eater, la médecin cinéphile Para-Medic raconte l'intrigue du film au personnage principal Snake.
- L'organisme unicellulaire physarum polycephalum est communément appelé blob en raison de sa forme et de sa voracité.